# Lachlania cacautana
Lachlania cacautana is een haft uit de familie Oligoneuriidae. De wetenschappelijke naam van de soort is voor het eerst geldig gepubliceerd in 1932 door Needham.
De soort komt voor in het Neotropisch gebied.